# Palais de la Nation (Bruxelles)
Pour les articles homonymes, voir Palais de la Nation.
Le palais de la Nation (en néerlandais : Paleis der Natie ; en allemand : Palast der Nation) est un édifice qui abrite le Parlement fédéral belge. 
Le bâtiment, de style néo-classique, est situé place de la Nation, le long de la rue de la Loi, face au parc de Bruxelles.

## Historique

### Pays-Bas autrichiens
L'édifice initial, qui s'appelait alors palais du Conseil du Brabant, fut construit entre 1778 et 1783, à l'époque des Pays-Bas autrichiens, sur les plans de l'architecte Barnabé Guimard.
Il comportait à l'époque trois parties :
- une partie centrale, constituée d'un édifice en forme de U autour d'une cour d'honneur (appelée actuellement place de la Nation), destinée à abriter le Conseil souverain de Brabant qui administrait les provinces belges sous Charles Alexandre de Lorraine[2],[3], gouverneur des Pays-Bas autrichiens ;
- une aile ouest (aile gauche) destinée au Chancelier[2],[3] ;
- une aile est (aile droite) destinée à la Chambre des Comptes[2],[3].

Le fronton de la partie centrale est orné d'un bas-relief du sculpteur Gilles-Lambert Godecharle qui représente la Justice punissant les Vices et récompensant les Vertus.

### Royaume-Uni des Pays-Bas
Le corps central de l'édifice fut transformé en 1816-1818 par l'architecte Charles Vander Straeten pour abriter les États généraux instaurés par Guillaume Ier des Pays-Bas. L'hémicycle construit à cette occasion à l'arrière brûla en 1820 et fut reconstruit en 1821-1822 par Vander Straeten.

### Royaume de Belgique

#### La Chambre
En 1831, après l'indépendance belge, l'édifice, fusionné avec les palais de la chancellerie et de la chambre des comptes, prend le nom de palais de la Nation. La salle en hémicycle construite par Vander Straeten abrite depuis lors la Chambre des représentants.
En 1883, la Chambre fut ravagée par un incendie et il fallut trois ans, jusqu'en 1886, à Henri Beyaert pour la reconstruire.

#### Le Sénat
En 1847-1849, un deuxième hémicycle, est édifié par l'architecte Tilman-François Suys pour abriter le Sénat.
Il sera agrandi en 1903 par Gédéon Bordiau.

## Institutions

### Royaume de Belgique
Le palais de la Nation abrite plusieurs institutions d'État belges, dont :
- La Chambre des représentants
- Le Sénat de Belgique

### Benelux
Le palais de la Nation abrite le secrétariat permanent du Parlement du Benelux.

## Galerie

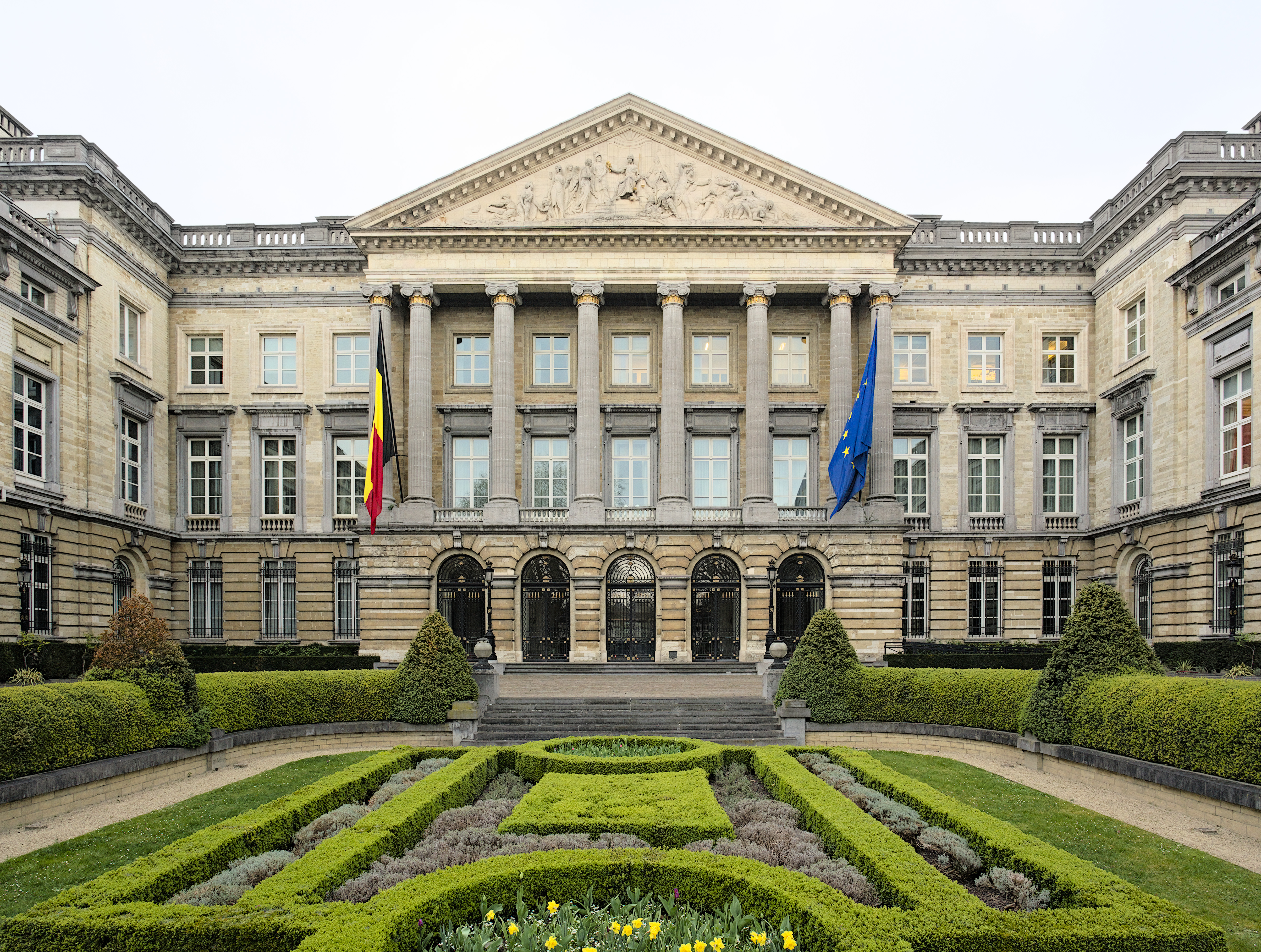
Vue extérieure.
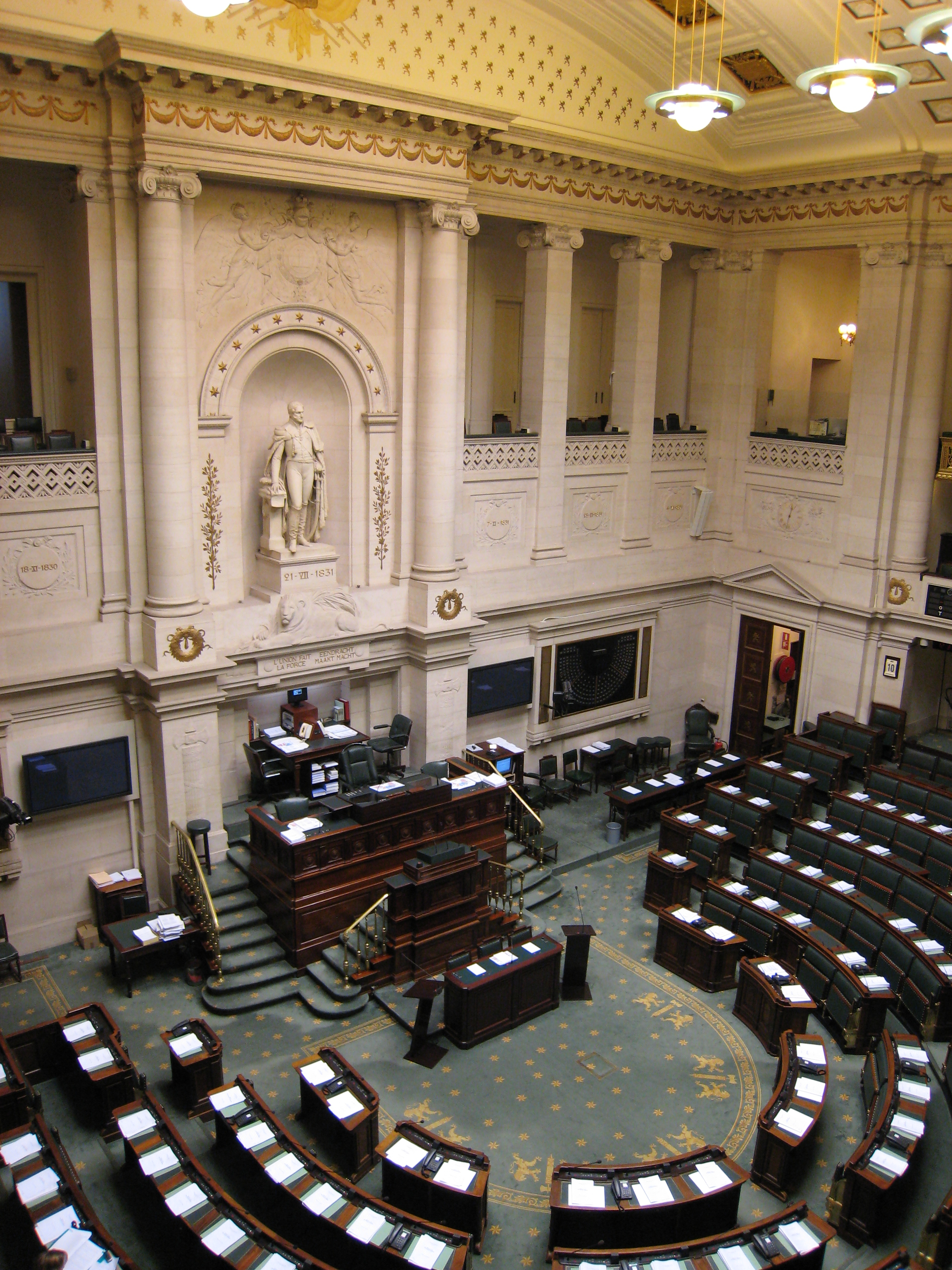
La Chambre des représentants.
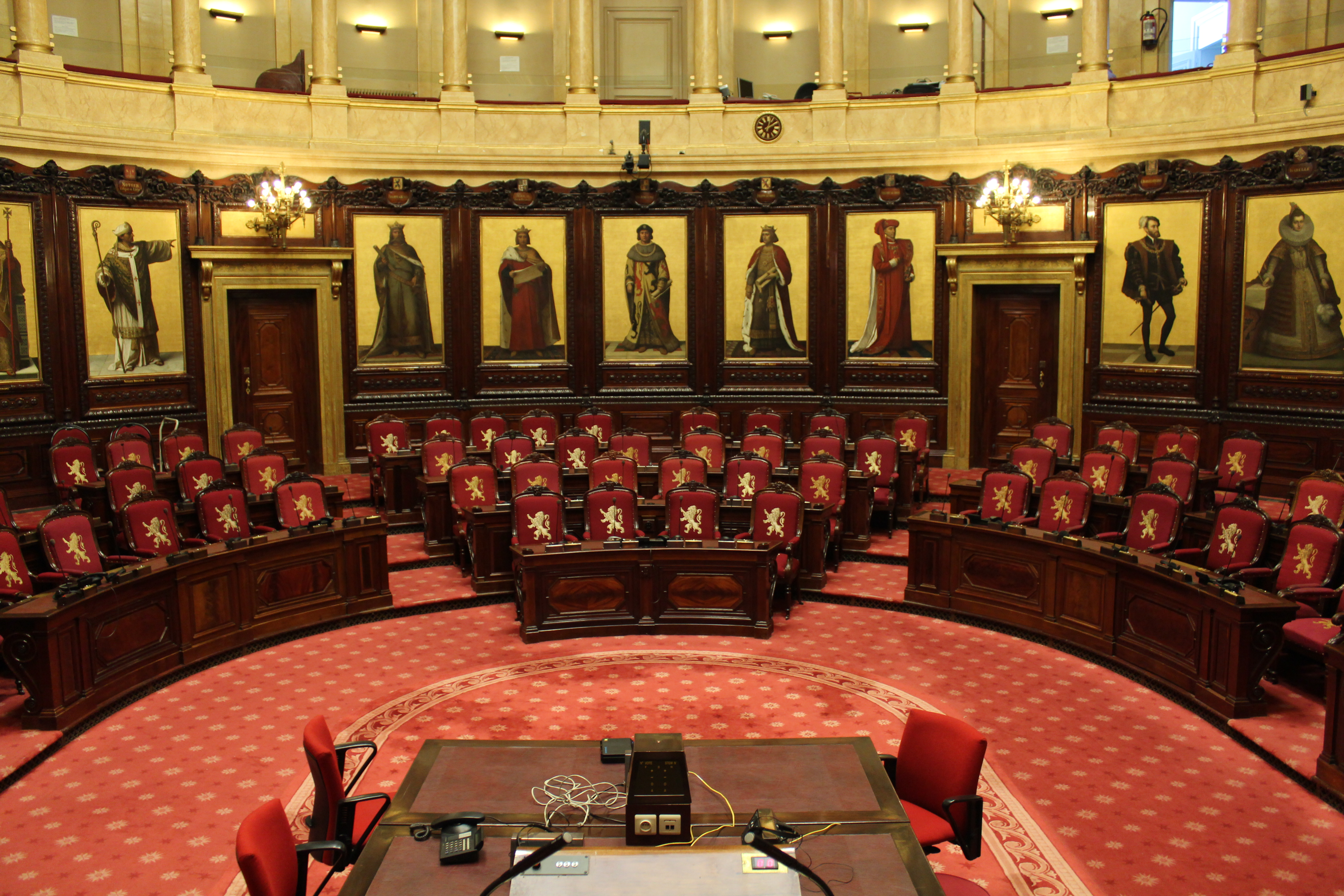
Le Sénat.

## Accessibilité
Le palais de la Nation peut être visité toute l'année et notamment le 21 juillet, jour de la Fête nationale, commémorant la prestation de serment du premier roi des Belges Léopold Ier.